# Geschiedenis van Ticino
Dit artikel geeft een overzicht van de geschiedenis van Ticino.

## Middeleeuwen
Het gebied, dat nu het kanton Ticino omvat, was reeds 1000 v.Chr. bewoond. In de 2e eeuw v.Chr. werd Ticino door de Romeinen veroverd. Locarno werd een belangrijke Romeinse stad. Ticino werd vanuit Noord-Italië bestuurd. Tussen de 5e en 6e eeuw kwam Ticino achtereenvolgens in handen van de Hunnen, Ostrogoten en Longobarden.
In 569 werd Ticino door de Longobarden ingenomen. In 774 nam het Heilige Roomse Rijk het Lombardische gebied over.
Onder de Roomse keizer werd Ticino door de hertogen van Milaan bestuurd. In de 15e eeuw begon het Eedgenootschap met de verovering van Ticino. Dit gebeurde in drie fasen.
Tussen 1403 tot 1422 kwamen delen van Ticino onder het bestuur van het kanton Uri, maar dit bleek van tijdelijke aard. In 1440 werd Uri zelfs door Leventina veroverd. Bij de tweede fase, in 1500, werden de stad Bellinzona en de Rivièra, door Uri, Schwyz en Nidwalden veroverd.
In 1512 vielen Locarno, het Maggiadal, Lugano en Mendrisio in handen van het Eedgenootschap. De Leventina vanaf de Gotthardpas tot Biasca werd sindsdien door Uri bestuurd. Bellinzona, Blenio en de Rivièra werden gezamenlijk beheerd door Uri, Schwyz en Nidwalden.

## Franse tijd
In 1798 werd Zwitserland onder Franse bezetting de Helvetische Republiek, een gecentraliseerde eenheidsstaat. In 1802 kreeg het land zijn federalistische structuur terug en werd het kanton Lugano gesticht. Bellinzona kreeg een speciale status. Regeringshoofd werd Giovanni Battista Vigotti di Magliaso, die in 1803 werd vervangen door Carlo Sacchi. In 1803 werden het kanton Lugano en Bellinzona samengevoegd tot het kanton Ticino. Op 22 mei 1803 werd de Giunta Esecutiva (Uitvoerende Raad) opgericht, die maandelijks een voorzitter uit zijn midden koos.
Ofschoon Italiaans sprekend, omschreven de Ticiners zich tijdens de napoleontische oorlogen als Liberia e Svizzeri ("Vrij en Zwitsers").

## Restauratie
In 1814, na het vertrek van de Fransen, verkreeg Ticino een nieuwe, aristocratische grondwet. De Giunta Esecutiva werd afgeschaft en het ambt van Landamani reggenti werd ingesteld (1815). Deze was regeringshoofd voor de periode van één jaar. Ticino werd bestuurd door een handjevol families.
Nu Ticino onderdeel was geworden van het Eedgenootschap, werd de bestaande route door het Gotthardmassief verbeterd en geschikt gemaakt voor postkoetsen.

## Liberalisme
Nog vóór de Julirevolutie van 1830 in Frankrijk werd er in Ticino een grondwetscommissie ingesteld onder leiding van de latere Bondsraad Stefano Franscini, om een nieuwe, liberale grondwet op te stellen. In de nieuwe grondwet werd de volkssoevereiniteit benadrukt. Het ambt van Landamani reggenti werd afgeschaft en er kwam een Consiglio di Stato die verantwoording moest afleggen in de Grote Raad (kantonnaal parlement). In Sopraceneri (Noord-Ticino) hadden de conservatieven het voor het zeggen, in Sottoceneri de liberalen.

## Revolutie

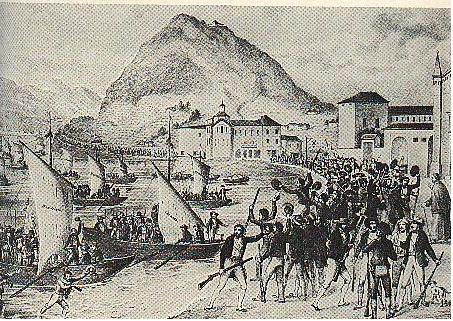
Revolutie in Ticino

Op 6 december 1839 greep een groep liberalen de macht en zette Antonio Monti, de ultramontaanse voorzitter van de Staatsraad, af.
In de zomer van 1841 ondernamen de conservatieven een tegenputsch, die echter werd afgeslagen. Hun leider, Nessi, werd geëxecuteerd.
In 1848 werd Ticino deel van de nieuwe Bondsrepubliek Zwitserland. In perioden dat in Italië de aanhangers van de Risorgimento werden vervolgd, weken ze veelal uit naar Ticino (o.a. Giuseppe Mazzini). In 1858 bezat de liberale partij de absolute meerderheid in de Staatsraad. De liberale regering trachtte de macht van de rooms-katholieke Kerk te verminderen, door het aantal kloosters terug te dringen en het aantal novicen in kloosters te beperken. Het werd geestelijken verboden les te geven.

## Het hoofdstadvraagstuk

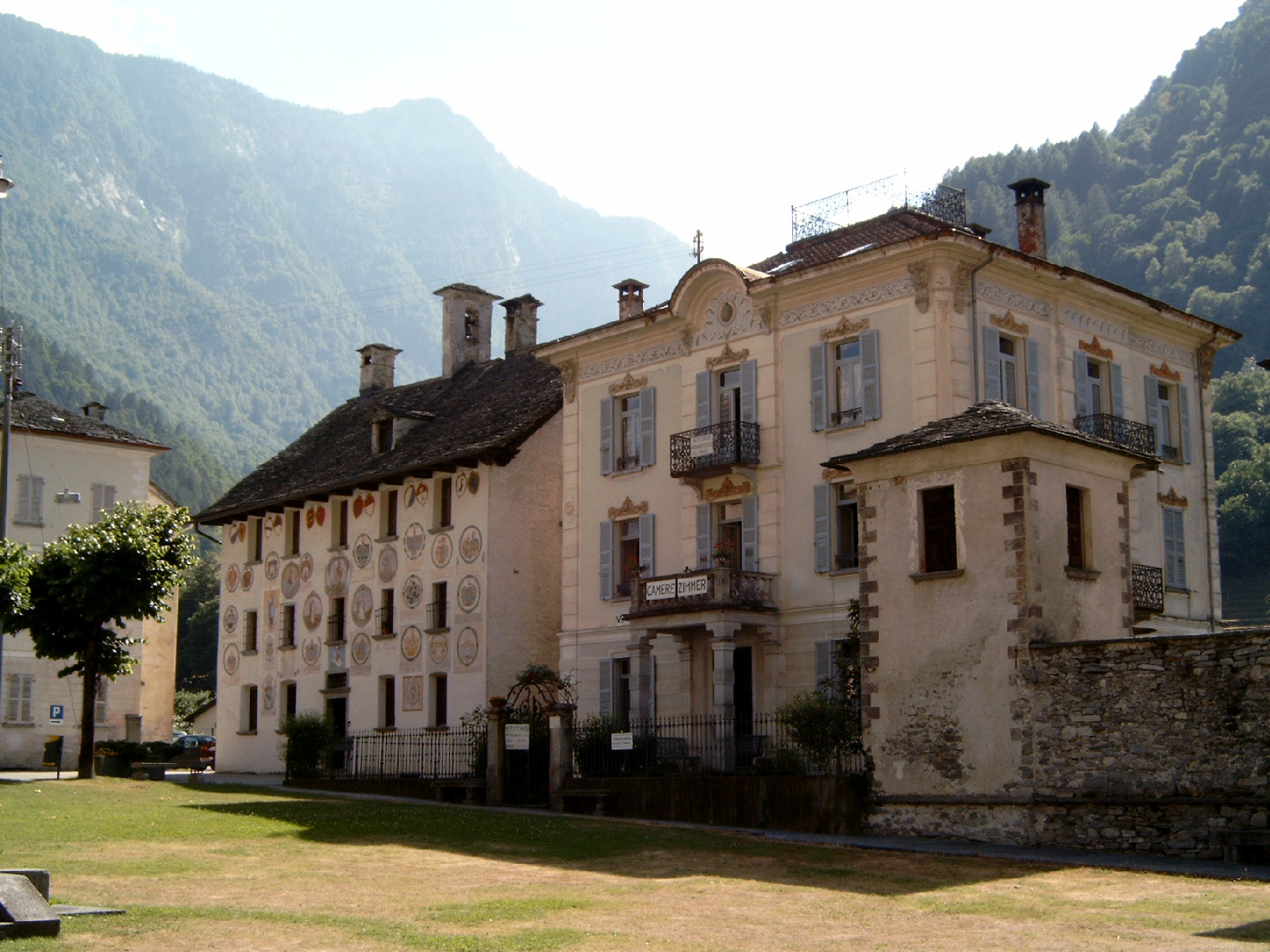
Het gemeentehuis van Cevio ademt een 18e-eeuwse sfeer

In 1870 ontbrandde een strijd om de vraag welke stad de hoofdstad moest worden. De conservatieven wilden Bellinzona, de liberalen Lugano. In 1875 behaalden de Klerikalen (conservatieven) een meerderheid in de Grote Raad. De Staatsraad bleef evenwel liberaal. De spanningen bereikten een hoogtepunt toen het op 22 oktober 1876 in Stabio tot een gewapende strijd kwam. De Bondsraad in Bern stuurde een commissaris om te bemiddelen. Op 21 januari 1877 werden de nieuwe verkiezingen overtuigend gewonnen door de Klerikalen, die op 10 maart 1878 Bellinzona tot hoofdstad kozen.

## Kulturkampf

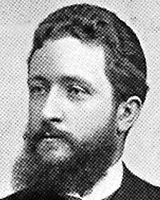
Eugène Borel

De nieuwe conservatieve regering draaide een deel van de hervormingen terug en verving een groot deel van de leerkrachten opnieuw door geestelijken. Kloosters die waren gesloten werden heropend.
In 1880 begon men een proces tegen kolonel Mola. Mola werd aangemerkt als leider van de liberalen in de Slag bij Stabio. Reeds voor het proces begon stond vast dat Mola onschuldig was, en onder de liberalen in heel Zwitserland rees een protest. De voor een meerderheid uit Klerikalen bestaande jury sprak Mola vrij. De rust keerde voor een tijdje terug.
In 1880 werd het referendum in Ticino ingevoerd. In 1884 werd Ticino een zelfstandig bisdom (voorheen onderdeel van het Italiaanse bisdom Como) en in 1886 werd de kerkwetgeving in ultramontaanse zin gewijzigd. Bij de verkiezingen voor de Grote Raad van 3 maart 1889 ontstond er opnieuw grote onrust toen een aantal liberale kandidaten van de kieslijst waren verwijderd. De Bondsraad in Bern stuurde daarop een leger onder leiding van oud-regeringslid Eugène Borel. Als regeringscommissaris hield Borel toezicht bij de verkiezingen die werden gewonnen door de conservatieven. 75 Conservatieven werden in de Grote Raad gekozen en 37 liberalen.
Tussen 1872 en 1882 werd de Gotthard-spoorweg aangelegd door voornamelijk Italiaanse gastarbeiders. 177 mannen komen bij de bouw om het leven, onder wie ingenieur en projectleider Louis Favre. Dankzij de spoorweg kan de industrialisatie in Ticino toenemen.

## 20e eeuw
Aan het begin van de twintigste eeuw begint het toerisme in Ticino toe te nemen. Men kan er skiën in het noorden, en genieten van het aangename, subtropische klimaat rond Locarno, waar een koele winter wordt afgewisseld door een mediterrane zomer.
Italiaanse nationalisten opperen in het begin van de twintigste eeuw het idee om Ticino te annexeren, omdat zij het als Italiaans gebied beschouwen. Na de Eerste Wereldoorlog verdwijnt deze gedachte.
In 1967 werd de grondwet gewijzigd en verkregen vrouwen het kiesrecht.